# おはよう川村龍一です
おはよう川村龍一です（おはようかわむらりゅういちです）は、毎日放送ラジオ（MBSラジオ）で放送されていた生放送のラジオ番組である。

## 概要
- 1983年10月10日、『おはようMBS』（おはようエムビーエス）として6時30分〜7時40分の時間で放送開始。1986年10月からパーソナリティーの川村の名前を入れ「おはようMBS 川村龍一です」となり、後に「おはよう川村龍一です」となる。
- 放送開始以来、長らく放送時間が変わることがなかったが、6時45分より「朝はトコトン菊水丸」が新たにスタートすることとなり、2001年（平成13年）10月1日より放送時間が5時10分〜6時45分に変更となる。さらに2002年（平成14年）4月1日からは5時00分〜6時45分に。そして半年後の2002年10月4日を以て番組は終了した。
- 月曜から金曜まで放送に加え、1993年10月9日（平成5年）から2000年（平成12年）3月までの土曜日の朝6時00分〜8時00分には『おはようMBS 川村龍一のゴールデン・エイジ→おはよう川村龍一です MBSゴールデン・エイジ』という番組も放送されていた。戦時歌謡を紹介したり、ゲストを招いた特集コーナーなどにじっくり時間を割くなど、月曜から金曜までの番組構成とは全く違ったものであった。
- 番組のオープニング・エンディングテーマは、ザ・ビートルズの「フロム・ミー・トゥ・ユー」であった。番組中に、同曲をアレンジしたジングルが流されたほか、ジョニ・ミッチェルの「青春の光と影（Both Sides, Now）」などをアレンジした曲もコーナージングルとして使用されていた。

## 主な出演者
- 川村龍一（ メインパーソナリティ）[2][3][4][5][6][7][8][9]
- 豊島美雪（アシスタント：月曜日 - 水曜日・土曜日担当）
  - 1985年10月から番組終了まで担当。
  - 毎日放送ラジオでは当番組の終了後も、早朝の時間帯に『歌のない歌謡曲』（単独番組版）『朝いちばん!豊島美雪です』『豊島・ゴエのあさはやっ!?』（いずれも生ワイド番組）のパーソナリティを務めている。
- 古沢久美子（アシスタント：木・金曜日担当）
  - テレビ熊本のアナウンサーや（大阪テレビタレントビューローからの出向による）毎日放送の契約アナウンサーを経て、1985年10月から1987年6月まで担当。
- 桜井一枝（アシスタント：木・金曜日担当）
  - 1987年7月から番組終了まで担当。当時は大阪テレビタレントビューローに所属していた。
  - 当番組の終了後から、『ありがとう浜村淳です』の一部曜日でアシスタントを断続的に務めているほか、『ありがとう浜村淳です土曜日です』のアシスタントにも起用されている。
- 八木亜夫（やぎ つぎお）
  - 出演の期間中は、 毎日新聞大阪本社の解説委員。「TEL日くもる日・アップさんのアップタウン情報」を監修。『おはよう川村龍一です・ゴールデンエイジ』のパーソナリティでもあった。コーナーのテーマソングは、自分のあだ名から「Up, Up And Away」（フィフス・ディメンション(The Fifth Dimension)）。
- 川畑廣昭 （料理研究家）
  - 「手作りレストラン・おはよう亭」のコーナーに電話出演。
- 田嶋智太郎（金融・経済ジャーナリスト）
  - 「TEL日くもる日・金曜日はお金の日 お金のことなら田嶋におまかせ」のコーナーに電話出演[注釈 1]。
- 大熊忠義（プロ野球解説者で元・阪急ブレーブスの外野手およびコーチ）
  - 月曜日に阪神タイガースの試合がなかった場合、翌日の放送で「トラ勝ち金・大熊火曜教室」というプロ野球解説のコーナーに電話出演。コーナーのテーマソングは、自らがかつて発売したレコードであった。

『おはようMBS』時代のアシスタントは日替わりで、当時毎日放送と専属契約を結んでいた森口かすみ（大阪テレビタレントビューロー所属のフリーアナウンサーで、後に読売テレビの牧野誠三アナウンサーと結婚）や、現役の女子大生が担当していた。

## 主なコーナー
- FAXピックアップニュース

いわゆる局のアナウンサーがニュースを読み上げる形ではなく、川村自身がニュースの原稿を紹介。注目したニュースなどには川村が自身の考えやコメントをはさんだりした。
- ミューニング

コーナー名は、「モーニング」と「ミュージック」をかけ合わせた、川村による造語。川村の選曲による音楽を1曲紹介する。
- アメカルチョ

リスナーに、翌週の月曜日から金曜日までの5日間の天気予報を、「晴」または「雨」で、ハガキで予想してもらう。抽選週の各曜日の天気は、当日に発表された大阪府の降水確率が30％以上の場合には「雨」、逆に30％未満の場合には「晴」とみなされる。
月曜日から木曜日までは、当日の結果確定の段階で勝ち残っている応募者の中から抽選で1人に、雨傘（アメカルチョアンブレラ）が贈られる。5日間全て当てることが出来た場合は、金曜日の放送で、抽選で1人に現金3万円が当たる。
コーナーのテーマソングは「雨に歩けば」（Just Walkin' in the Rain：ジョニー・レイ）。
- トラ勝ち金

番組内の名物コーナー。冒頭に3〜4秒ほどのジングルが流れ、その直後、前日に行われた阪神タイガースの試合結果によって、虎（勝の場合）または猫（敗の場合。「トラがネコになってしまった」という意味）の鳴き声が流れる。
前日の試合が阪神の負けであった場合は、ユニークな目覚まし音の「ネコニャン時計」という目覚まし時計が当たるが、前日の試合が阪神の勝利であった場合は、その日の試合で活躍（本塁打や適時打を放った、勝利投手となった等）した阪神の選手の背番号を全て加算した数字に「（米）ドル」の単位をつけ、これに前日午後5時現在の東京外国為替市場の円-米ドル相場（1ドル＝X円）の最大値（つまり、最も「円安ドル高」となる場合のことである。この「X円」の最大値に1円未満の端数が生じる場合は、当選者に有利となるように、Xの小数点以下を切り上げる）を乗じて得られた金額（番組後期には、この金額に、阪神タイガースが前日の試合で獲得した得点の1000倍をさらに加算した金額となっていた）と、「太鼓判」（当選者の名前が彫られている、阪神タイガースのロゴ入りの印鑑）が当たる。
なお、このコーナーに限り、抽選対象者は、番組宛に葉書・封書・FAX・Eメールを送ってきた全てのリスナーが対象となる。ちなみに、阪神が立て続けに負けて「ネコニャン時計」の在庫が少なくなってきた場合は、例外的に、近鉄バファローズが勝利した場合にも「（助っ人の）ウシ勝ち金」として、トラ勝ち金同様のルールで賞金が当たる、という時期もあった（この場合のコーナージングル直後の鳴き声は、「バッファロー」を意味する「水牛」や「バイソン」ではなく、「牛」となっていた）。
プロ野球のオフシーズンには、このコーナーのメインである賞金等のプレゼントは行わず、ストーブリーグの話題（契約更改やキャンプ等）のみで構成されていた。
- 今朝の焦点～毎日ニュース～（『おはようMBS』時代）→　夜討ち朝駆け　ホットな情報～毎日ニュース～（いずれも企画ネット）

7時の時報明けに放送されていたニュースで、NRNネットの全国ニュース番組からスポンサー（YKK吉田工業・ヤマト運輸・日立ビルシステムなど複数社）のCMのみ挿入。八木が勤務していた毎日新聞大阪本社の協力を得ながら、本編をMBSで独自に制作する方式で、直近の最新ニュースを解説付きで伝えた。当番組以降の生ワイド番組でも、7時過ぎの定時ニュース（『MBSニュース』）で、MBSの単独制作ながら企画ネットを継続。
- TEL日くもる日

様々な話題に関して、専門家の電話インタビューで構成。リスナーからの葉書・封書・FAX・Eメールを紹介することもあった。
- 朝のドライブミニマップ

ダイハツ工業1社提供のコーナー。全国各地の道の駅など、ドライブに役立つ情報を紹介する企画ネットコーナーであった。
- 私の旅

リスナーの叶えたい旅のプランを募集するコーナー。エントリーの際、「いつ」「どこへ」「誰と」「何泊程度」というような大まかなプランの他に、「行きたい理由」を書き添えなければならないが、この「理由」については「ただ単に何となく行きたくなったから」というものでも構わない。
1ヶ月の応募の中から「一次予選」通過者が決められ、その中から、月の最終放送日以外の放送で、1日につき1つの旅行プランが紹介された（毎月1000通強の応募があったが、実際にはその9割以上が一次予選を通過していた）。ここで紹介された応募者には、番組オリジナルの「スルッとKANSAIカード」500円分が贈られる。
月の最終放送日には、一次予選通過者の中からさらに「月間賞」の抽選を行い、月間賞に当選した1名の人は、実際にそのプランでの旅をまるごと叶えてもらえる（その際、番組中に電話で当選報告を行う）。ちなみに、番組後期には、このコーナーは「歌のない歌謡曲」内の時間で行われるようになった。
- 朝の歳時記（CBCラジオ製作）

内包の形で放送していた箱番組。ただし土曜日分が存在するにもかかわらずMBSラジオではネット受けがなかった。
- 歌のない歌謡曲（企画ネット）

「おはようMBS」の頃は7:45-8:00までの単独番組で、のちに「おはよう川村龍一です」の1コーナーとなり、終了後に独立した番組に戻った。1コーナーとして放送されていた頃は、それまでに伝え切れなかった話題や前述の「私の旅」のコーナーなどをこの時間に持ち込んだりすることが多かった。
- その他、番組初期には、英語圏の各国から、英会話の便利な表現や、現地の情報などを電話でリポートするコーナー等があった。

## 阪神・淡路大震災（1995年1月17日）の対応
1995年1月17日（火曜日）の午前5時46分に阪神・淡路大震災が発災。この時点で『三菱ふそう全国縦断・榎さんのおはようさん〜!』（TBS制作・JRN全国ネットの生放送番組）の同時ネットを実施していたMBSでは、発災の直後から、地震関連のニュースを断続的に挿入することで対応した。MBSラジオでは午前6時1分から増田一樹による「毎日ニュース」で報告した。『おはようさん～!』パーソナリティの「榎さん」（元・TBSアナウンサーの榎本勝起）も「関西地方で非常に強い地震発生」の一報を受けてから、「地元放送局の方、番組の途中でも（ローカルに差し替えて下さって）結構です」などとアナウンスを繰り返したほか、エンディングでは全国放送でありながら（関西ローカルの当番組に出演する）川村などを気遣うコメントを残した（当該項に詳述）。
当番組は午前6時30分から通常どおり放送を開始したが、川村は被災地域内（兵庫県芦屋市内）の自宅からスタジオに到着できていなかったため、前半は当日（火曜日）のアシスタントであった豊島だけで番組を進行させていた。そこで川村は、自宅からMBSのスタジオに向かうタクシーの車内から、携帯電話を通じて沿道のリポートを開始。その道中で発した「阪神高速（3号神戸線を支えていた橋桁）は落ちました」という発言は、「発災の直後に生じた被害の重大さを、いち早く公に知らしめた」との理由で、現在に至るまで震災関連の番組・特集記事で繰り返し紹介されている。通話が何度も途切れながらも、7時8分にスタジオへ到着するまでリポートを続けた。
なお、当番組では通常のコーナーをすべて休止。MBSでは、この番組中に（「強制自動送出」という指定があらかじめ為されていた）2本のCMを流したことを最後に、すべてのCMを放送を休止したうえで報道特別番組へ移行した。
平日の早朝におけるTBS制作全国ネット番組の同時ネットは『生島ヒロシのおはよう一直線』（『榎さんのおはようさん〜!』の後番組）まで続いたものの、この阪神・淡路大震災の発災が緊急時の初動体制にもたらした課題は大きく、『おはよう一直線』の同時ネットを2001年3月で終了（MBSの放送対象地域である近畿広域圏ではJRN非加盟局のラジオ大阪で2014年9月29日からネットを再開）。『あさいちラジオ』の開始と当番組の拡大によって、早朝時間帯の自社制作体制を構築していた。

## その他
- 「歌のない歌謡曲」終了後のエンディングは、わずか数十秒ながら、当番組の出演者と後枠番組『ありがとう浜村淳です』の出演者（パーソナリティの浜村淳と女性アシスタント）によるクロストークに充てられることが多かった。
- 川村は『おはよう川村龍一です』の終了後も、毎日放送ラジオの深夜番組（『S』『真夜中のドン』など）に出演。2009年（平成21年）1月から2011年（平成23年）3月まで『川村龍一のゆ〜ゆ〜ラジオ』（毎週日曜日の早朝番組）のパーソナリティを単独で務めていたが、同番組への出演を最後に、2012年（平成24年）5月25日に69歳で急逝した。2012年6月29日に執り行われた「お別れの会」では、前述した阪神・淡路大震災発災直後のリポートを収めた音源が流れていた[19]。